# Bermudes aux Jeux olympiques d'été de 1936
Les Bermudes participe aux Jeux olympiques d'été de 1936 qui se déroulent du 1er au 16 août 1936 à Berlin en Allemagne. Il s'agit de sa première participation à des Jeux d'été. La délégation est représentée par cinq nageurs.
La participation de l'équipe fut financée par Howard Trott, un banquier de la Finance. Il fut aidé par un homme d'affaires et philanthrope, Whitfield Fredrick Hayward, qui avait fait reconnaitre le comité national olympique en février 1936 après s'être installé aux Bermudes en 1932. Il fait appel à William Brooks pour entrainer une équipe et recrute Leonard Spence, un spécialiste de la brasse de la Guyane britannique pour compléter la délégation.
C'est Whitfield Fredrick Hayward qui fut le porte-drapeau à la tête d'une délégation de six nageurs : Percy Belvin, John Young, Edmund Cooper, Forster Cooper, Leonard Spence et Dudley Spurling
Le pays fait partie des pays qui ne remportent pas de médaille au cours de cet évènement sportif.

## Natation
| Athlète                                                 | Épreuve                     | Séries  | Séries | Demi-finales | Demi-finales | Finale  | Finale  |
| Athlète                                                 | Épreuve                     | Temps   | Rang   | Temps        | Rang         | Temps   | Rang    |
| ------------------------------------------------------- | --------------------------- | ------- | ------ | ------------ | ------------ | ------- | ------- |
| Percy Belvin                                            | 200 m brasse                | 3:09.08 | 5e     | Éliminé      | Éliminé      | Éliminé | Éliminé |
| Edmund Cooper                                           | 400 m nage libre            | 5:53.8  | 5e     | Éliminé      | Éliminé      | Éliminé | Éliminé |
| John Young                                              | 100 m nage libre            | 1:07.8  | 6e     | Éliminé      | Éliminé      | Éliminé | Éliminé |
| Leonard Spence                                          | 200 m brasse                | 1:01.9  | 4e     | Éliminé      | Éliminé      | Éliminé | Éliminé |
| Leonard Spence                                          | 100 m nage libre            | 2:52.0  | 1er    | DSQ          | DSQ          | Éliminé | Éliminé |
| Edmund Cooper Leonard Spence Dudley Spurling John Young | relais 4 × 200 m nage libre |         |        | 10:50.5      | 5e           | Éliminé | Éliminé |